# Ubiri
Ubiri è una circoscrizione rurale (rural ward) della Tanzania situata nel distretto di Lushoto, regione di Tanga. Conta una popolazione di 6 325 abitanti (censimento 2012).